# Wild in den Straßen
Wild in den Straßen, auch bekannt als Wild Future (Originaltitel: Wild in the Streets), ist ein US-amerikanischer Spielfilm aus dem Jahr 1968. Er entstand unter der Regie von Barry Shear für American International Pictures (AIP) und handelt von einem jungen Musiker, der zum Präsidenten der Vereinigten Staaten aufsteigt und eine Diktatur errichtet. Die deutsche Erstaufführung fand am 14. August 1969 statt.

## Handlung
Max Frost leidet unter seiner herrschsüchtigen Mutter Mrs. Flatow: während sie mit aller Gewalt versucht, ihren Sohn zu einem perfekten jungen Mann zu erziehen, träumt Max von einer großen Karriere als Musiker. Schließlich hält er es bei seiner Mutter nicht mehr aus und läuft von zu Hause weg. Schon bald ist er erfolgreicher Popsänger und Millionär. Als er erfährt, dass in den USA das Wahlrecht ab 15 eingeführt werden soll, entschließt sich Max Frost dazu, der nächste Präsident der Vereinigten Staaten von Amerika zu werden. Als ihm überraschend der Sieg gelingt, führt er kurz darauf neue Gesetze ein: die Jugend soll ihren Spaß haben, alle anderen Bürger, die älter als 35 Jahre alt sind, sollen in KZ-ähnliche Camps abgeschoben und mit LSD wohlgestimmt werden.

## Kritiken
Das Lexikon des internationalen Films schrieb: „Eine technisch versiert inszenierte Zukunftsvision mit satirischen Spitzen gegen den Kult der Jugendlichkeit, die Rolle der Massenmedien und den Konflikt von Bürgern und Anti-Bewegung. Zwiespältig in seiner gedanklich nur ansatzweise durchdachten Konzeption, als Beitrag zum Verständnis der 68er Generation trotz gelegentlicher Verzerrungen aber nicht uninteressant.“
Der Evangelische Film-Beobachter zog folgendes Fazit: „Filmisch eindrucksvoll, aber in der Benutzung des Materials allzu einseitig und grob vereinfachend. Deshalb auch für Erwachsene kaum sehens-, geschweige diskussionswert.“

## Sonstiges
Diane Varsi erlitt bei den Dreharbeiten ein schweres Trauma der Halswirbelsäule, welches allerdings jahrelang falsch diagnostiziert wurde und ihr dauerhafte Schmerzen bereitete. Dies wurde erst 1989 erkannt.

## Auszeichnungen
Der Film erhielt eine Oscarnominierung in der Kategorie Bester Schnitt.

## Belege
1. ↑  Wild in den Straßen. In: Lexikon des internationalen Films. Filmdienst, abgerufen am 2. März 2017.
2. ↑  Evangelischer Presseverband München, Kritik Nr. 363/1969